# Peritelus rusticus
Peritelus rusticus — вид жесткокрылых семейства долгоносиков.

## Описание
Жук длиной 5-6 мм. Верхняя часть тела в серых или жёлто-серых, реже в беловатых чешуйках, без отчётливого рисунка. Переднеспинка без явственных голых точек. Жгутик усиков умеренно тонкий. Промежутки между бороздками на надкрыльях с хорошо заметными и торчащими щетинками.

## Экология
Вредитель винограда.